# Abraham Bouman
Abraham Bouman ('s-Hertogenbosch, 1 juni 1851 - Freshwater (G.Br.), 15 augustus 1906) was een Nederlands politicus.
Bouman was een belastinginspecteur die in 1894 door het district Harlingen tot Tweede Kamerlid werd gekozen. Hij behoorde tot de vooruitstrevende liberalen, die vóór kiesrechtuitbreiding waren. Hij legde zich in 1896 echter neer bij de minder vergaande Kieswet-Van Houten. In de Kamer specialist op het gebied van fiscale zaken en pensioenen.